# Вињаљија (Сијена)
Вињаљија је насеље у Италији у округу Сијена, региону Тоскана.
Према процени из 2011. у насељу је живело 65 становника. Насеље се налази на надморској висини од 335 м.